# Knautia orientalis
Knautia orientalis är en tvåhjärtbladig växtart som beskrevs av Carl von Linné. Knautia orientalis ingår i släktet åkerväddar, och familjen Dipsacaceae. Inga underarter finns listade i Catalogue of Life.